# Wuxi Open 2025 - Doppio
Il doppio del torneo di tennis professionistico Wuxi Open 2025, facente parte della categoria Challenger 100 nell'ambito dell'ATP Challenger Tour 2025, si è giocato dal 5 all'11 maggio a Wuxi, in Cina. Calum Puttergill e Reese Stalder erano i detentori del titolo ma solo Stalder aveva scelto di partecipare in coppia con Blake Bayldon.
In finale Vasil Kirkov e Bart Stevens hanno sconfitto Ray Ho e Matthew Romios con il punteggio di 3–6, 7–5, [10–6].

## Teste di serie
1. Ray Ho /  Matthew Romios (finale)
2. Vasil Kirkov /  Bart Stevens (campioni)

1. Blake Bayldon /  Reese Stalder (semifinale)
2. Daniel Cukierman /  Joshua Paris (primo turno)

## Wildcard
1. Mo Yecong /  Xiao Linang (primo turno)

1. Sun Qian /  Tang Sheng (quarti di finale)

## Alternate
1. Christian Langmo /  Wu Tung-lin (primo turno, ritirati)

## Tabellone

### Legenda
| - Q = Qualificato - WC = Wild card - LL = Lucky loser | - ALT = Alternate - SE = Special Exempt - PR = Protected Ranking | - w/o = Walkover - r = Ritirato - d = Squalificato |

|  | Primo turno | Primo turno             | Primo turno             | Primo turno             | Primo turno |  |  | Quarti di finale | Quarti di finale        | Quarti di finale        | Quarti di finale    | Quarti di finale   |   |     | Semifinali | Semifinali            | Semifinali       | Semifinali                | Semifinali |   |      | Finale | Finale | Finale | Finale | Finale |  |
|  |             |                         |                         |                         |             |  |  |                  |                         |                         |                     |                    |   |     |            |                       |                  |                           |            |   |      |        |        |        |        |        |  |
|  | 1           | R Ho M Romios           | R Ho M Romios           | 6                       | 6           |  |  |                  |                         |                         |                     |                    |   |     |            |                       |                  |                           |            |   |      |        |        |        |        |        |  |
|  | WC          | Y Mo L Xiao             | Y Mo L Xiao             | 2                       | 2           |  |  | 1                | R Ho M Romios           | R Ho M Romios           | 6                   | 6                  |   |     |            |                       |                  |                           |            |   |      |        |        |        |        |        |  |
|  |             | O Jasika K Pearson      | O Jasika K Pearson      | 2                       | 2           |  |  | WC               | Q Sun S Tang            | Q Sun S Tang            | 3                   | 1                  |   |     |            |                       |                  |                           |            |   |      |        |        |        |        |        |  |
|  | WC          | Q Sun S Tang            | Q Sun S Tang            | 6                       | 6           |  |  |                  |                         |                         |                     |                    |   |     | 1          | R Ho M Romios         | 6                | 5                         | [10]       |   |      |        |        |        |        |        |  |
|  | 3           | B Bayldon R Stalder     | 5                       | 6                       | [11]        |  |  |                  |                         | 3                       | B Bayldon R Stalder | 2                  | 7 | [8] |            |                       |                  |                           |            |   |      |        |        |        |        |        |  |
|  |             | Y-h Hsu A Wang          | 7                       | 3                       | [9]         |  |  | 3                | B Bayldon R Stalder     | B Bayldon R Stalder     | 6                   | 712                |   |     |            |                       |                  |                           |            |   |      |        |        |        |        |        |  |
|  |             | FC Alcantara R Peniston | FC Alcantara R Peniston | FC Alcantara R Peniston | 5           |  |  |                  | FC Alcantara R Peniston | FC Alcantara R Peniston | 4                   | 610                |   |     |            |                       |                  |                           |            |   |      |        |        |        |        |        |  |
|  | Alt         | C Langmo T-l Wu         | C Langmo T-l Wu         | C Langmo T-l Wu         | 5r          |  |  |                  |                         |                         |                     |                    |   |     | 1          | Ray Ho Matthew Romios | 6                | 5                         | [6]        |   |      |        |        |        |        |        |  |
|  |             | R Noguchi K Uesugi      | R Noguchi K Uesugi      | 3                       | 4           |  |  |                  |                         |                         |                     |                    |   |     |            |                       | 2                | Vasil Kirkov Bart Stevens | 3          | 7 | [10] |        |        |        |        |        |  |
|  |             | E Agafonov I Simakin    | E Agafonov I Simakin    | 6                       | 6           |  |  |                  | E Agafonov I Simakin    | 6                       | 64                  | [4]                |   |     |            |                       |                  |                           |            |   |      |        |        |        |        |        |  |
|  |             | J-s Nam T Yuzuki        | J-s Nam T Yuzuki        | 79                      | 6           |  |  |                  | J-s Nam T Yuzuki        | 2                       | 7                   | [10]               |   |     |            |                       |                  |                           |            |   |      |        |        |        |        |        |  |
|  | 4           | D Cukierman J Paris     | D Cukierman J Paris     | 67                      | 4           |  |  |                  |                         |                         |                     |                    |   |     |            | J-s Nam T Yuzuki      | J-s Nam T Yuzuki | 3                         | 4          |   |      |        |        |        |        |        |  |
|  |             | R Ramanathan F Sun      | 3                       | 6                       | [10]        |  |  |                  |                         | 2                       | V Kirkov B Stevens  | V Kirkov B Stevens | 6 | 6   |            |                       |                  |                           |            |   |      |        |        |        |        |        |  |
|  |             | Ja Delaney Je Delaney   | 6                       | 1                       | [7]         |  |  |                  | R Ramanathan F Sun      | 5                       | 7                   | [5]                |   |     |            |                       |                  |                           |            |   |      |        |        |        |        |        |  |
|  |             | A Escoffier H Grenier   | A Escoffier H Grenier   | A Escoffier H Grenier   |             |  |  | 2                | V Kirkov B Stevens      | 7                       | 62                  | [10]               |   |     |            |                       |                  |                           |            |   |      |        |        |        |        |        |  |
|  | 2           | V Kirkov B Stevens      | V Kirkov B Stevens      | V Kirkov B Stevens      | w/o         |  |  |                  |                         |                         |                     |                    |   |     |            |                       |                  |                           |            |   |      |        |        |        |        |        |  |